# Linksnationalisme
Het links-nationalisme is een politieke ideologie van op sociaaldemocratische of socialistische gronden georiënteerd nationalisme.

## Theorie
Links-nationalisten zien een sterke nationale staat als bevorderlijk voor nationale eenheid en voor het kunnen uitvoeren van linkse politiek. De nationale staat is de belangrijkste actor die zorg dient te dragen voor het kwaliteit van het leven. Links-nationalisten hebben over het algemeen een (democratisch) socialistisch of sociaaldemocratische achtergrond, gecombineerd met de voorkeur voor soevereiniteit van de nationale staat. Links-nationalisten streven dan ook naar het verkleinen van welvaartsverschillen in het land, het in handen houden dan wel nationaliseren van publieke diensten (zoals zorg, energie en openbaar vervoer) en het bevorderen van de nationale cultuur.
In dit kader wijzen links-nationalisten het neoliberalisme en supranationale inmenging helemaal of in grote mate af. Links-nationalisten willen dat landen zelf gaan over zaken als economie, zorg en defensie. Sommige links-nationalisten wijzen deelname aan supranationale organisaties als de Europese Unie, de NAVO en de Wereldhandelsorganisatie volledig af, anderen zien een basale vorm van internationale samenwerking wel zitten.
Naast het willen vergroten van de soevereiniteit van het eigen land ondersteunen links-nationalisten vaak onafhankelijkheidsbewegingen in andere landen. Links-nationalisten verwerpen dan ook kolonialisme en imperialisme. Steun is er dan ook vaak voor groeperingen die verwikkeld zijn in een strijd om onafhankelijkheid van bezettende machten.
Op nationaal niveau streven links-nationalisten, net als andere nationalisten, naar het bevorderen van de nationale cultuur en de heersende normen en waarden.

## Geschiedenis

### Links-nationalisme in Nederland
In Nederland bestaan er op nationaal niveau geen links-nationalistische partijen. Op regionaal niveau zijn er in verschillende provincies links-georiënteerde partijen die streven naar onafhankelijkheid of meer regionale autonomie. Een voorbeeld is de Fryske Nasjonale Partij, die streeft naar een federalistisch Nederland met meer onafhankelijkheid van de provincies.
Op nationaal niveau zou de SP enigszins gezien kunnen worden als links-nationalistisch. Naast duidelijk socialistische en sociaaldemocratische standpunten is de partij zeer kritisch op Europese en internationale samenwerking.

### Links-nationalisme in België
In België heeft het links-nationalisme nooit een prominente positie gehad in het politieke landschap. De Vlaamsche Kommunistische Partij uit de jaren '30 en '40 kan beschouwd worden als een historisch voorbeeld. Onder invloed van de mei '68- beweging begon ook de Vlaams-nationalistische Volksunie in de jaren '70 en '80 een progressievere koers te varen. Sinds het voorzitterschap van Tom Van Grieken ging ook het oorspronkelijk (extreem-) rechtse Vlaams Blok na haar naamsverandering in Vlaams Belang, in combinatie met haar nationalistische visie en rechts-conservatisme in ethische kwesties, op sociaal-economisch vlak een eerder linkse koers varen. Daarnaast bestaan er in Vlaanderen nog enkele kleine linksnationalistische verenigingen zoals de Sociaal-Flamingantische Landdag en de Vlaams-Socialistische Beweging die eerder een marginale rol spelen.

## Voorbeelden
In veel landen zijn er voorbeelden van links-nationalistische politieke partijen.
- Canada
  - Parti Québécois (Québec)
- Duitsland
  - Bündnis Sahra Wagenknecht
- Ierland
  - Sinn Féin
- Nederland
  - Fryske Nasjonale Partij (Friesland)
- Palestina
  - Fatah
- Peru
  - Peruviaanse Nationalistische Partij
- Puerto Rico
  - Partido Independentista Puertorriqueño
- Spanje
  - Batasuna, Eusko Alderdi Jeltzalea (Baskenland)
  - Esquerra Republicana de Catalunya, Candidatura d'Unitat Popular (Catalonië)
- Turkije
  - Halkların Demokratik Partisi
- Venezuela
  - Verenigde Socialistische Partij van Venezuela
- Verenigd Koninkrijk
  - Sinn Féin, Social Democratic and Labour Party (Noord-Ierland)
  - Scottish National Party, Scottish Socialist Party (Schotland)
  - Plaid Cymru (Wales)

Etnisch nationalisme · Expansionistisch nationalisme · Romantisch nationalisme · Raciaal nationalisme · Cultuurnationalisme · Taalnationalisme · Sportnationalisme · Spiergebonden nationalisme · Nativistisch nationalisme · Religieus nationalisme · Postkoloniaal nationalisme · Antikoloniaal nationalisme · Burgerlijk nationalisme · Staatsnationalisme · Liberaal nationalisme · Economisch nationalisme · Revolutionair nationalisme · Nationaal-conservatisme · Bevrijdingsnationalisme · Linksnationalisme · Anarcho-nationalisme · Pan-nationalisme · Diaspora-nationalisme · Pandemisch nationalisme
extreemlinks · radicaal-links · links · centrum · rechts · radicaal-rechts · extreemrechts 

confessionalisme · christendemocratie · conservatisme · neoconservatisme · paleoconservatisme · islamisme

liberalisme · klassiek liberalisme · economisch liberalisme · conservatief-liberalisme · progressief liberalisme · neoliberalisme · libertarisme · groenliberalisme · geoïsme

anarchisme · syndicalisme · feminisme · ecologisme · ecofascisme · agrarisme · progressivisme 

marxisme · communisme · trotskisme · leninisme · stalinisme · maoïsme · socialisme · sociaaldemocratie · communitarisme

populisme · fortuynisme · solidarisme · nationalisme · linksnationalisme · fascisme · nationaalsocialisme